# Paweł Foralewski
Paweł Foralewski – polski matematyk, doktor habilitowany nauk matematycznych. Specjalizuje się w analizie funkcjonalnej. Adiunkt na Wydziale Matematyki i Informatyki Uniwersytetu im. Adama Mickiewicza w Poznaniu.

## Życiorys
Studia z matematyki ukończył na poznańskim UAM, gdzie następnie został zatrudniony. Stopień naukowy doktora uzyskał w 1997 na podstawie pracy pt. O topologicznej i geometrycznej strukturze uogólnionych przestrzeni Colderona-Łozanowskiego, przygotowanej pod kierunkiem prof. Henryka Hudzika. Habilitował się w 2013 na podstawie dorobku naukowego i rozprawy pt. Uogólnione i klasyczne przestrzenie Orlicza-Lorentza. Pracuje jako adiunkt w Zakładzie Teorii Przestrzeni Funkcyjnych Wydziału Matematyki i Informatyki UAM.
Artykuły publikował w takich czasopismach jak m.in. „Journal of Mathematical Analysis and Applications", „Nonlinear Analysis-theory Methods & Applications", „Mathematische Nachrichten" oraz „Commentationes Mathematicae".
Wszedł w skład komitetu wspierającego kandydaturę Karola Nawrockiego na prezydenta RP w wyborach w 2025.